# 1,3-비스포스포글리세르산
1,3-비스포스포글리세르산(영어: 1,3-bisphosphoglycerate)은 대부분의 생물에 존재하는 3탄소 유기 화합물이며, 줄여서 1,3BPG라고도 부르고, 1,3-bisphosphoglyceric acid의 짝염기이다. 1,3-비스포스포글리세르산은 호흡 과정 중 해당과정과 광합성 과정 중 캘빈 회로에서 대사 중간생성물로 주로 존재한다. 1,3-비스포스포글리세르산(1,3BPG)은 캘빈 회로에서 3-포스포글리세르산(3PG)과 글리세르알데하이드 3-인산(G3P) 사이의 전이 단계이다. 또한 1,3-비스포스포글리세르산(1,3BPG)은 해당과정의 반응 중간생성물이며, 2,3-비스포스포글리세르산(2,3BPG)의 전구물질이다.

## 생물학적 구조와 역할
1,3-비스포스포글리세르산은 1번 탄소와 3번 탄소에서 인산화되어 있다. 이러한 인산화로 인해 1,3-비스포스포글리세르산은 ADP를 인산화시켜 에너지 저장 분자인 ATP를 형성하는 능력과 같은 중요한 생물학적 특성을 갖게 된다.

### 해당과정에서
|  |

앞서 언급했듯이 1,3-비스포스포글리세르산은 해당과정의 대사 중간생성물이다. 1,3-비스포스포글리세르산은 글리세르알데하이드 3-인산의 알데하이드의 산화(발열 반응)에 의해 생성된다. 이러한 산화의 결과로 알데하이드가 카복시기로 전환되고, 아실 인산 결합의 형성이 유도된다. 이것은 해당과정에서 NAD+가 NADH로 전환되는 유일한 단계이다. 1,3-비스포스포글리세르산의 생성 반응에는 글리세르알데하이드 3-인산 탈수소효소가 필요하다.
1,3-비스포스포글리세르산의 고에너지 아실 인산 결합은 ATP의 형성을 돕기 때문에 호흡에서 중요하다. 다음의 반응 동안 생성된 ATP는 호흡에서 제일 먼저 생성되는 ATP이다. 반응은 다음과 같이 진행된다.
|  |

1,3-비스포스포글리세르산의 카복시기로부터 ADP로 무기 인산을 전이하여 ATP를 형성하는 것은 ΔG가 낮기 때문에 가역적인 반응이다. 이것은 하나의 아실 인산 결합이 분해되고 또 다른 아실 인산 결합이 생성된 결과이다. 이 반응은 비자발적인 반응이고 촉매가 있어야 한다. 반응은 포스포글리세르산 키네이스에 의해 수행된다. 반응 동안 포스포글리세르산 키네이스는 헥소키네이스와 비슷한 기질에 의해 유도되는 입체 구조의 변화를 겪는다.
해당과정에서 1분자의 포도당으로부터 2분자의 글리세르알데하이드 3-인산이 생성된다. 또한 해당과정은 에너지 투자기에서 비가역적인 단계로 2분자의 ATP를 사용한다. 이러한 이유로 해당과정은 비가역적인 반응이고 2ATP와 2NADH가 순생산된다. 1분자의 NADH의 산화에 의해 약 2.5분자의 ATP가 합성된다.

### 캘빈 회로에서
캘빈 회로에서 1,3-비스포스포글리세르산(1,3BPG)의 역할은 해당과정에서의 역할과 비슷하다. 캘빈 회로와 해당과정 사이의 주요한 차이점은 캘빈 회로에서는 NADPH가 전자공여체로 사용되고, 해당과정에서는 NAD+가 전자수용체로 사용된다는 것이다. 캘빈 회로에서 1,3-비스포스포글리세르산(1,3BPG)는 3-포스포글리세르산(3PG)로부터 생성되며, 글리세르알데하이드 3-인산 탈수소효소에 의해 글리세르알데하이드 3-인산(G3P)로 전환된다.
해당과정과는 달리, 캘빈 회로에서 1,3-비스포스포글리세르산(1,3BPG)이 생성되는 반응에서는 ATP를 생성하지 않고 ATP를 소비한다. 이런 이유로 3-포스포글리세르산 키네이스에 의해 촉매되는 단계는 캘빈 회로에서 비가역적인 단계로 간주될 수 있다. 캘빈 회로에서 글리세르알데하이드 3-인산 탈수소효소의 촉매 결과로 1,3-비스포스포글리세르산에서 무기 인산(Pi)이 제거되고, NADPH가 NADP+로 전환된다.

### 산소 운반 과정에서
사람의 정상적인 대사 과정동안 생성된 1,3-비스포스포글리세르산(1,3BPG)의 약 20%는 해당과정을 통해 대사되지 않는다. 대신에 적혈구에서 ATP의 감소를 포함하는 대체 경로를 통해 분지된다. 이러한 대체 경로로 대사되는 동안 2,3-비스포스포글리세르산(2,3BPG)이 생성된다. 2,3-비스포스포글리세르산(2,3BPG)은 헤모글로빈에서 산소를 효율적으로 방출하는 메커니즘에 사용된다. 1,3-비스포스포글리세르산의 수준은 순응의 메커니즘 중 하나이기 때문에 산소의 수준이 낮을 때 환자의 혈액에서 증가하게 된다. 낮은 산소 수준은 1,3-비스포스포글리세르산(1,3BPG) 수준의 상승을 유발하여 헤모글로빈으로부터 산소 해리의 효율을 변경시킬 수 있는 2,3-비스포스포글리세르산의 수준을 증가시킨다.

## 같이 보기
- 3-포스포글리세르산

## 참고 문헌
- Alberts, Bruce;  외. (2001). 《Molecular Biology of the Cell》. New York: Garland Science. ISBN 0-8153-4072-9.
- Germann, William J.; Stanfield, Cindy L. (2002). 《Principles of Human Physiology》. San Francisco: Benjamin Cummings. ISBN 0-8053-6056-5.
- Stryer, Lubert;  외. (2002). 《Biochemistry》 5판. New York: W. H. Freeman. ISBN 0-7167-4684-0.